# Action corrective
Une action corrective est une action visant à éliminer une faiblesse détectée dans le système ou la cause d'une Non-conformité afin d'en empêcher la réapparition.
Une non-conformité pouvant avoir plusieurs causes, il est parfois nécessaire de combiner plusieurs actions afin d'éliminer la source d'erreur.
On distingue une action corrective des actions suivantes :
- L'action préventive (empêcher l'occurrence de la non-conformité).
- L'action curative ou correction (corriger la non-conformité et non sa cause).

Définir et mettre en œuvre des actions correctives est une des exigences-clés de l'ISO 9001. Dans la version 2015 de la norme, cette exigence est introduite à l'article 10.2 - Non-conformité et action corrective, dans la partie de la norme qui porte sur l'amélioration de la qualité.

## Contexte d'identification de non-conformités
En général, une action corrective résulte de non-conformités relevées lors :
- du traitement des réclamations ;
- d'une alerte à la suite d'une évolution singulière observée de manière statistique (méthode de maîtrise statistique des procédés) ;
- du déroulement d'un audit qualité ou de la constatation d'audit ;
- de l’évaluation des fournisseurs, des sous-traitants, des concessionnaires ;
- de l’application des lois et des règlements auxquels est soumise l'organisation ;
- de l’accueil, des relations et de la communication avec les visiteurs ;
- des résultats des enquêtes sur la connaissance et la satisfaction des visiteurs ;
- de l’évaluation des besoins de formation, du plan de formation et de la formation donnée au personnel ;
- de l’entretien des infrastructures et des équipements ;
- du plan d’urgence.

## Construction du plan d'actions correctives
Il existe de nombreuses méthodes permettant de définir les actions correctives pertinentes en réponse à une non-conformité détectée. Ces méthodes s’inscrivent dans le cadre plus large des démarches de résolutions de problèmes. Ces méthodes ont toutes en commun de passer par une étape d’analyse des causes, plus ou moins approfondie, selon la gravité de la non-conformité.
Voici quelques exemples de méthodes, classées de la plus simple à la plus complexe :
- Arbre des causes
- Diagramme d'Ishikawa
- 8D
- Six-sigma

Pour être efficace, le plan d'actions correctives doit être adapté à l’organisation ainsi qu’au système de management de la qualité de l’organisme.

## Exemples d'actions correctives
- Introduction d'un Poka yoke
- Alarme visuelle ou sonore
- Modification du procédé
- Modification du produit
- Formation ou mise à jour d'une formation
- Intégration dans le programme de maintenance
- Amélioration du stockage